# Moon Ik-hwan
Moon Ik-hwan, född 2 juni 1918, död 18 januari 1994, var en sydkoreansk pastor, teolog, poet och aktivist i flera olika rörelser. Han nominerades till Nobels fredspris 1992. Han var också far till Moon Sung-keun, en berömd sydkoreansk skådespelare.

## Karriär
Moon arbetade som chef för ett team representerade både protestantiska och katolska kyrkor i Sydkorea i åtta år. Teamet arbetade med en översättningen av Gamla Testamentet. 